# Campionato oceaniano maschile di pallacanestro 2005
Il 18º campionato oceaniano maschile di pallacanestro FIBA (noto anche come FIBA Oceania Championship 2005) si è svolto dal 17 al 21 agosto 2005 in Nuova Zelanda.
I campionati oceaniani maschili di pallacanestro sono una manifestazione biennale tra le squadre nazionali del continente, organizzata dalla FIBA Oceania. Storicamente questo torneo e disputato dalle sole nazionali dell'Australia e della Nuova Zelanda.

## Squadre partecipanti
- Australia
- Nuova Zelanda

## Gare
| Luogo    | Data      | Squadra       | Punteggio | Squadra       | Serie           |
| Auckland | 17 agosto | Nuova Zelanda | 69 - 82   | Australia     | 0 - 1 Australia |
| Auckland | 20 agosto | Australia     | 82 - 71   | Nuova Zelanda | 2 - 0 Australia |
| Dunedin  | 21 agosto | Nuova Zelanda | 80 - 91   | Australia     | 0 - 3 Australia |

## Campione
Australia
(15º titolo)

## Formazione campione
Australia4 Vasiljevic, 5 Holmes, 6 Newley, 7 Crawford, 8 Davidson, 9 Bruton, 10 Smith, 11 Worthington, 12 Saville, 13 Andersen, 14 Nielsen, 15 Helliwell, 17 Loughton,        All. Brian Goorjian